# Premiere
Eine Premiere ist die erste Aufführung eines Films, eines Theaterstücks oder einer Opern-Inszenierung. Premieren werden auch als Uraufführung und Erstaufführung bezeichnet. Die erste Aufführung der Neuinszenierung eines bereits früher uraufgeführten Werks wird ebenfalls als Premiere bezeichnet.
Das Wort stammt aus dem Französischen: première = „erste“. Premieren werden in der Regel in einem festlichen Rahmen gefeiert. Bei Filmpremieren ist es üblich, dass die bedeutendsten Mitwirkenden (Regisseur, Produzent, Drehbuchautoren, Schauspieler etc.) anwesend sind.
Das Gegenstück zur Premiere ist die Dernière, also die letzte Aufführung eines Stücks.

## Erstausstrahlung
Vergleichbar mit der Premiere ist die Erstausstrahlung einer Fernsehsendung oder einer Hörfunksendung. Damit ist eine erste Sendung gemeint, im Gegensatz zu einer Wiederholung.

## Weitere Arten
- Als „Sneak Preview“ wird eine „Überraschungspremiere“ eines Films bezeichnet.
- Die Eröffnung einer Kunstausstellung nennt sich Vernissage.